# Sullivan County (Tennessee)
Sullivan County ist ein County im Bundesstaat Tennessee der Vereinigten Staaten. Das U.S. Census Bureau hat bei der Volkszählung 2020 eine Einwohnerzahl von 158.163 ermittelt. Der Verwaltungssitz (County Seat) ist Blountville.

## Geographie
Das County liegt fast im äußersten Nordosten von Tennessee, grenzt im Norden an Virginia und hat eine Fläche von 1113 Quadratkilometern, wovon 43 Quadratkilometer Wasserfläche sind. Es grenzt im Uhrzeigersinn an folgende Countys: Scott County (Virginia), Washington County (Virginia), Bristol (Unabhängige Stadt) (Virginia), Johnson County, Carter County, Washington County und Hawkins County.

### Citys und Towns
- Blountville
- Bluff City
- Bristol
- Buffalo
- Johnson City
- Kingsport

### Unincorporated Communitys
- Bloomingdale
- Colonial Heights
- Morrison City
- Piney Flats
- Spurgeon
- Sullivan Gardens
- Walnut Hill

## Geschichte
Sullivan County wurde am 18. Oktober 1779 aus Teilen des Washington County gebildet und die Verwaltungsorganisation am 7. Februar 1780 abgeschlossen. Benannt wurde es nach John Sullivan, einem Generalmajor der Kontinentalarmee im Amerikanischen Unabhängigkeitskrieg, Führer der Sullivan-Expedition von 1779 (einer Strafexpedition gegen Irokesen) und späterer Gouverneur von New Hampshire.

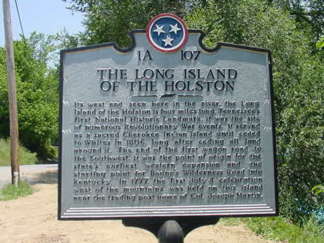
Hinweisschild Long Island of the Holston

Ein Ort im County haben den Status einer National Historic Landmark, die Long Island of the Holston. 41 Bauwerke und Stätten des Countys sind im National Register of Historic Places (NRHP) eingetragen (Stand 4. September 2018).

## Demografische Daten

Alterspyramide Sullivan County

Nach der Volkszählung im Jahr 2000 lebten im Sullivan County 153.048 Menschen in 63.556 Haushalten und 44.806 Familien. Die Bevölkerungsdichte betrug 143 Einwohner pro Quadratkilometer. Ethnisch betrachtet setzte sich die Bevölkerung zusammen aus 96,55 Prozent Weißen, 1,89 Prozent Afroamerikanern, 0,22 Prozent amerikanischen Ureinwohnern, 0,43 Prozent Asiaten, 0,01 Prozent Bewohnern aus dem pazifischen Inselraum und 0,21 Prozent aus anderen ethnischen Gruppen; 0,69 Prozent stammten von zwei oder mehr Ethnien ab. 0,71 Prozent der Bevölkerung waren spanischer oder lateinamerikanischer Abstammung.
Von den 63.556 Haushalten hatten 28,4 Prozent Kinder und Jugendliche unter 18 Jahre, die bei ihnen lebten. 57,1 Prozent waren verheiratete, zusammenlebende Paare, 10,2 Prozent waren allein erziehende Mütter und 29,5 Prozent waren keine Familien. 26,4 Prozent waren Singlehaushalte und in 11,1 Prozent lebten Personen im Alter von 65 Jahren oder darüber. Die Durchschnittshaushaltsgröße betrug 2,36 und die durchschnittliche Haushaltsgröße betrug 2,84 Personen.
21,8 Prozent der Bevölkerung waren unter 18 Jahre alt, 7,3 Prozent zwischen 18 und 24, 28,4 Prozent zwischen 25 und 44, 26,5 Prozent zwischen 45 und 64 und 15,9 Prozent waren älter als 65. Das Durchschnittsalter betrug 40 Jahre. Auf 100 weibliche Personen kamen statistisch 93,3 männliche Personen und auf 100 Frauen im Alter von 18 Jahren und darüber kamen 90,2 Männer.
Das jährliche Durchschnittseinkommen eines Haushalts betrug 33.529 USD, das Durchschnittseinkommen der Familien betrug 41.025 USD. Männer hatten ein Durchschnittseinkommen von 31.204 USD, Frauen 21.653 USD. Das Prokopfeinkommen betrug 19.202 USD. 9,7 Prozent der Familien und 12,9 Prozent der Einwohner lebten unterhalb der Armutsgrenze.